# トヨタ・A25A-FXS
トヨタ・A25A-FXSは、トヨタ自動車のエンジンの内の一つ。初搭載は、2017年（平成29年）7月発売のカムリ。Fは実用DOHC、Xはハイブリッド専用ミラーサイクル、Sは筒内噴射を意味している。

## 概要
直列4気筒2,500 cc横置きDOHC16バルブ自然吸気ガソリンエンジンで、同じく2,500 cc、直列4気筒DOHC16バルブガソリンエンジンである2AR-FXEの後継にあたるハイブリッド車専用エンジン。トヨタ自動車はTNGAを推進しており、初めてのTNGA設計のエンジンがこのA25A-FXSエンジンである。
新開発直噴インジェクタ搭載により「ダイナミックフォースエンジン」と謳っている。また、基本構造を刷新し、従来の2AR-FXEエンジンと比べ、省燃費、高い動力・環境性能を備える。新たにVVT-iEを搭載することによりレスポンスを向上し、高出力化した上で、最大熱効率が（ピンポイントでの達成ではなく、「広く深く」の燃料消費率を確保した結果として）41 %に達する次世代エンジンともいえる。

## 系譜
- エンジン型式一覧の自動車用エンジンの系譜を参照。

## 搭載車種
- カムリ（AXVH7#） - 横置き
  - ダイハツ・アルティス（AXVH7#N） - 横置き
- クラウン（AZSH2#・32） - 縦置き
  - クラウン（AZSH3#） - 横置き
- レクサス・ES（AZXH1#） - 横置き
- RAV4（AXAH5#） - 横置き
  - RAV4 PHV（AXAP54） - 横置き
  - スズキ・アクロス（AXAP54） - 横置き
  - 光岡・バディ（AXAH5#改） - 横置き
- ハリアー（AXUH8#） - 横置き
- レクサス・NX350h（AAZH20・25）
  - NX450h+（AAZH26）
- レクサス・RX350h（AALH1#）
  - RX450h+（AALH16）
- アルファード・ヴェルファイア（AAHH4#W） - 横置き
- マツダ・CX-50
- グランドハイランダー（英語版）